# Robert Enger
Robert Enger (ur. 10 stycznia 1813 w Rybniku, zm. 14 kwietnia 1873 roku w Poznaniu) – doktor, śląski hellenista, filozof i pedagog.
Ukończył gimnazjum w Gliwicach oraz Wydział Filologii Uniwersytetu Wrocławskiego, gdzie też otrzymał stopień doktora filozofii. Jako nauczyciel pracował w gimnazjach w Głubczycach (1836–1837), Wrocławiu (Gimnazjum św. Macieja, 1837–1839), Opolu (1839–1845, tutaj też otrzymał w 1843 tytuł Oberlehrer). W 1845 roku został pierwszym dyrektorem Królewskiego Katolickiego Gimnazjum w Ostrowie. W 1866 roku został przeniesiony do Poznania, gdzie objął posadę dyrektora w Gimnazjum św. Marii Magdaleny (sprawował ją do śmierci).
Czynny jako hellenista, opublikował wiele prac i przyczynków z historii literatury antycznej. Uchodził za znawcę Ajschylosa i Arystofanesa. Szkoły przezeń prowadzone kształciły w oparciu o dorobek kultury antycznej.
Posługiwał się językiem niemieckim, język polski znał słabo, mimo to, jako pedagog i dyrektor zasłynął z wyrozumiałego stosunku do działalności narodowej, wielokrotnie odmawiał szpiegowania uczniów (w 1873 roku prezesowi rejencji poznańskiej odpowiedział na taki nakaz: Nigdy się na to nie zgodzę, nie jestem żandarmem. Stanowiska dyrektora nie zrzeknę się, a jak chcecie to wytoczcie mi proces dyscyplinarny), nie dążył do germanizowania podległych mu szkół (wbrew oczekiwaniom władz), opowiadał się za lekcjami religii w języku ojczystym. Jego staraniem Gimnazjum św. Marii Magdaleny wzbogaciło się o polską bibliotekę.
Zmarł po długiej i ciężkiej chorobie. Pochowany został na poznańskim cmentarzu św. Marcina, a jego pogrzeb był wielką polską demonstracją. Kondukt prowadził Edward Likowski - prałat, kustosz kolegiaty św. Marii Magdaleny w Poznaniu, późniejszy arcybiskup poznańsko-gnieźnieński, niegdyś uczeń Królewskiego Gimnazjum w Ostrowie, którego dyrektorem był Enger. Nagrobek pochodził z fundacji Polaków. W czasie wojny hitlerowcy zniwelowali cmentarz likwidując też grób Roberta Engera.
Został uhonorowany portretem w galerii wybitnych absolwentów i wychowanków Królewskiego Katolickiego Gimnazjum w Ostrowie.

## Wybrane publikacje
- Gramatyka języka greckiego,
- Die Rollenverteilung in der Lysistrata der Aristophanes 1848,
- Bemerkungen zum Ajas des Sophokles 1851,
- Zur Prosodik des Plautus 1852,
- Über die Parabase der Wolken des Aristophanes 1853,
- Observationes in locos quosdam Agamemnonis Aeschyleae 1854,
- Aeschylia 1857,
- De Aeschyliae Septem ad Thebas Parodo 1858,
- Emendationes Aeschyleae 1861,
- Adnotationes ad Tragicorum Graecorum fragmenta 1863.